# سالوا (بازیکن فوتبال، زاده ۱۹۸۱)
سالوا (انگلیسی: Salva؛ زادهٔ ۲ ژوئن ۱۹۸۱) بازیکن فوتبال اهل اسپانیا است.
از باشگاه‌هایی که در آن بازی کرده‌است می‌توان به باشگاه فوتبال آلکورکون، باشگاه فوتبال لگانس، و باشگاه فوتبال رایو وایکانو اشاره کرد.